# Incidente internacional
Un incidente internacional es una acción o choque aparentemente relativamente pequeño o limitado que resulta en una disputa más amplia entre 2 o más naciones. Los incidentes internacionales pueden surgir de acciones imprevistas que involucren a ciudadanos, funcionarios del gobierno o unidades armadas de una o más naciones, o de una pequeña acción deliberada pero provocadora por parte de agentes de espionaje de una nación, o por terroristas, contra otra nación.
Un incidente internacional generalmente surge durante un tiempo de paz relativa entre naciones, y en general es, en apariencia, un evento inesperado. Los conflictos que surgen de una serie de escaramuzas escaladas entre naciones en general no se consideran incidentes internacionales. Sin embargo, las acciones terroristas pueden convertirse en incidentes internacionales. Sin embargo, las visiones históricas de incidentes internacionales pasados a menudo revelan que el incidente fue el punto álgido de un conflicto latente entre naciones u organizaciones que se oponen a los Estados-nación.
Las guerras a menudo han sido provocadas por incidentes internacionales, y los esfuerzos diplomáticos para evitar que los incidentes internacionales se conviertan en conflictos armados a gran escala a menudo han sido infructuosos. Después de la Primera Guerra Mundial, la Sociedad de Naciones se estableció para ayudar a las naciones que eran partes en un incidente internacional a lograr una solución al incidente a través de medios diplomáticos. Inicialmente, la Sociedad de Naciones tuvo cierto éxito trabajando para encontrar soluciones diplomáticas, sin embargo, el fracaso de la Sociedad de las Naciones para evitar la Segunda Guerra Mundial resultó en la disolución de la Sociedad de Naciones en favor de las Naciones Unidas. Al igual que su predecesor, las Naciones Unidas proporcionan un medio por el cual las naciones involucradas en un incidente internacional pueden trabajar para resolver el asunto diplomáticamente en lugar de hacerlo mediante el uso de la fuerza.
El término también se aplica a varios incidentes que pueden interrumpir el comercio internacional, y a celebridades u otras personas conocidas que cometen errores o actúan de manera inapropiada, lo que provoca que los medios de comunicación y, en ocasiones, los gobiernos critiquen sus acciones.
La Corte Internacional de Justicia mantiene una lista de disputas legales entre naciones, muchas de las cuales son el resultado de incidentes internacionales.

## Ejemplos de incidentes internacionales

### SiglosXVIIIyXIX
- Batalla de Jumonville Glen (1754)
- Caso XYZ (1797-1798)
- Incidente del María Luz (1872)
- Incidente de Fachoda (1898)

### sigloXX
- Incidente del banco Dogger (1904)
- Atentado de Sarajevo (1914)
- Incidente de Tampico (1914)
- Hundimiento del RMS Lusitania (1917)
- Telegrama Zimmermann (1917)
- Incidente del USS Panay (1937)
- Incidente de Gliwice (1939)
- Incidente del Yangtsé (1949)
- Asunto Lavon (1954)
- Revolución húngara de 1956
- Incidente del U-2 (1960)
- construcción del Muro de Berlín (1961)
- Incidente del golfo de Tonkín (1964)
- Incidente del USS Liberty (1967)
- captura del USS Pueblo (1968)
- desaparición y muerte de Dagmar Hagelin (1977)
- derribo del Vuelo 007 de Korean Air (1983)
- hundimiento del Rainbow Warrior (1985)
- Atentado a la discoteca La Belle (1986)
- Ataque con misiles al USS Stark (1987)
- derribo del Vuelo 655 de Iran Air (1988)
- atentado contra el Vuelo 103 de Pan Am (1988)
- Accidente del teleférico de Cavalese (1998)
- controversia sobre la custodia de Elián González (1999-2000)

### sigloXXI
- Colisión entre el Ehime Maru y el USS Greeneville (2001)
- Incidente de la isla de Hainan (2001)
- Envenenamiento de Aleksandr Litvinenko (2006)
- ¿Por qué no te callas? (2007)
- Ataque a la flotilla de Gaza (2010)
- Bombardeo de Yeonpyeong (2010)
- Retención de la fragata Libertad en Ghana (2012)
- Conflicto de Lahad Datu de 2013
- derribo del Vuelo 17 de Malaysia Airlines (2014)
- Hundimiento del Lu Yan Yuan Yu 010 (2016)
- envenenamiento de Serguéi Skripal (2018)
- asesinato de Jamal Khashoggi (2018)
- Incidente del estrecho de Kerch de 2018
- arresto de Carlos Ghosn (2018)
- incidente en la embajada mexicana en el marco de la Crisis política en Bolivia de 2019
- Ataque aéreo en el Aeropuerto Internacional de Bagdad de 2020
- Derribo del Vuelo 752 de Ukraine International Airlines (2020)